# 5 (Murder by Numbers)
| Оценки критиков | Оценки критиков |
| Источник        | Оценка          |
| --------------- | --------------- |
| XXL             | [ 1 ]           |

5 (Murder by Numbers) — микстейп американского рэпера 50 Cent, вышедший в 6 июля 2012 году. Альбом должен был стать пятым студийным альбомом, после Before I Self Destruct, но из-за напряженности с лейблом Interscope Records, 50 Cent вместо этого решил сделать 5 (Murder by Numbers) микстейпом, выпустив его для бесплатного скачивания, чтобы впоследствии выпустить новый альбом с новыми треками уже в пятом студийном альбоме.

## Об альбоме
Во время записи 5 (Murder by Numbers), 50 Cent слушал разную музыку в исполнении своих любимых исполнителей. В том числе рэперов Тупак Шакур и The Notorious B.I.G.. В интервью Detroit Free Press, 50 Cent объяснил эти действия, заявив:

Я слушаю эти треки, чтоб поднять себя… Это даёт понять, как хороша должна быть моя музыка, прежде чем я их выпущу.— 50 Cent в интервью Detroit Free Press.
В том же интервью он описал альбом как альбом с совершенно новым звучанием, и чувствует, что это «душевная» и «более зрелая» работа, чем его предыдущие альбомы.
50 Cent подтвердил название альбома в интервью радиостанции Hot 107.9 Philly 13 июня 2012 года.

## Видеоклипы
- «Be My Bitch» — 24 августа, 2012 года.
- «Definition Of Sexy» — 4 сентября, 2012 года.
- «Money» — 7 ноября, 2012 года.
- «United Nations» — 21 ноября, 2012.
- «NY» — 17 сентября, 2013.

## Список композиций[3]
| №   | Название                                       | Продюсер(ы)       | Длительность |
| --- | ---------------------------------------------- | ----------------- | ------------ |
| 1.  | «My Crown»                                     | Focus...          | 3:05         |
| 2.  | «NY»                                           | Trox              | 2:26         |
| 3.  | «United Nations»                               | Mr. Colt 45       | 2:44         |
| 4.  | «Business Mind» (при участии Hayes)            | Hit-Boy           | 3:01         |
| 5.  | «Roll That Shit» (при участии Kidd Kidd)       | The Letter "C"    | 3:49         |
| 6.  | «Leave The Lights On»                          | Trox              | 3:22         |
| 7.  | «Money»                                        | Havoc             | 3:12         |
| 8.  | «Definition of Sexy» (при участии Guordan)     | Havoc             | 2:58         |
| 9.  | «Be My Bitch» (при участии Brevi)              | Harvey Mason, Jr. | 3:55         |
| 10. | «Can I Speak To You» (при участии Schoolboy Q) | DJ Pain 1         | 2:56         |